# The Hollies
Gli Hollies sono un gruppo musicale inglese fondato agli inizi degli anni sessanta.

## Storia

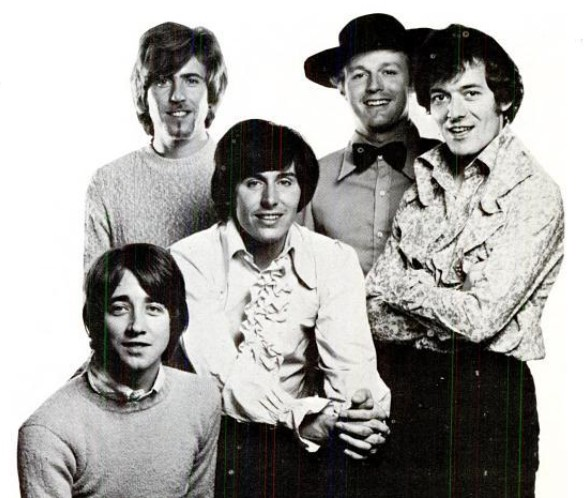
The Hollies, 1969

Allan Clarke e Graham Nash, amici dai tempi della scuola elementare, formarono un duo musicale e iniziarono a esibirsi come gruppo di genere skiffle alla fine degli anni '50.  Modificarono poi il genere ispirandosi agli Everly Brothers con il nome di "Ricky e Dane Young". Con questo nome collaborarono con una band locale, i Fourtones, composta da Pete Bocking alla chitarra, John "Butch" Mepham al basso, Keith Bates alla batteria e Derek Quinn alla chitarra. Quando Quinn lasciò per unirsi a Freddie and the Dreamers nel 1962, anche Clarke e Nash lasciarono per unirsi a un'altra band di Manchester, i Delta, composta da Vic Steele alla chitarra solista, Eric Haydock al basso e Don Rathbone alla batteria, che aveva appena perso due membri tra cui Eric Stewart, che se ne andò per unirsi ai Mindbenders.
I Delta modificarono il nome in The Hollies per un concerto del dicembre 1962 all'Oasis Club di Manchester. In un'intervista del 2009 Graham Nash affermò che il gruppo decise il cambio di nome per la loro ammirazione per Buddy Holly.
Con un repertorio costituito prevalentemente da canzoni di musica beat e pop rock hanno ottenuto un notevole successo commerciale specialmente fino agli anni settanta, quando hanno portato ai primi posti delle classifiche di vendita della Gran Bretagna diversi dischi singoli.
Minore successo hanno avuto negli Stati Uniti e negli altri paesi del mercato discografico europeo anche se hanno contribuito a creare la cosiddetta british invasion. Nel 1967 parteciparono al Festival di Sanremo in coppia con Mino Reitano con la canzone Non prego per me, di Battisti e Mogol.
Nash, in seguito a disaccordi sulla linea musicale che il complesso intendeva seguire, è emigrato negli Stati Uniti, iniziando una brillante carriera solista, partecipando inoltre al supergruppo Crosby, Stills, Nash & Young.
Dalla loro fondazione gli Hollies hanno cambiato più volte i componenti del gruppo.
A metà degli anni settanta alcuni dei dischi, tra cui Hollies, furono affidati alla produzione di Alan Parsons.
Nel loro repertorio figurano diverse cover di canzoni di Bob Dylan eseguite in chiave pop con un nuovo arrangiamento, spesso arricchito da sezioni di fiati e violini, fra cui Blowin' in the Wind e My Back Pages.

## Formazioni
- Allan Clarke: chitarra, voce (1962-1971; 1973-1978; 1978-2000)
- Tony Hicks: chitarra, voce (dal 1963)
- Graham Nash: chitarra, voce (1962-1968: poi nei Crosby, Stills, Nash and Young; di nuovo con gli Hollies nel 1981, 1982, 1983-84)
- Don Rathbone: batteria (1962-1963; poi manager)
- Vic Steele: chitarra, voce (1962-1963)
- Bobby Elliott: batteria  (dal 1963)
- Eric Haydock: basso (1963-1966; 1981)
- Bernie Calvert: basso (1966-1981)
- Terry Sylvester: voce, chitarra (1969-1981)
- Mikael Rickfors: voce, chitarra, tastiere, basso (1971-1973)
- John Miles: chitarra, voce (1981, 1999)
- Alan Coates: voce, chitarra (1981-2004)
- Dennis Haines: tastiere (1983-1989)
- Steve Stroud: basso (1982-1985; 1990; 1996)
- Ray Stiles: bass, voce (dal 1986)
- Ian Parker: tastiere (dal 1990)
- Carl Wayne: voce (2000-2004)
- Peter Howarth: voce (dal 2004)
- Steve Lauri: voce, chitarra (dal 2004)
- Jamie Moses: chitarra, voce (1983)
- Dave Carey: tastiere (1990)
- Paul Bliss: tastiere (1978, 1982-1983)
- Pete Wingfield: tastiere(1976-1981)
- Peter Arnesen: tastiere (1978, 1982-1983)
- Brian Chatton: tastiere (1981-1982)
- Ian Harrison: voce (2003-2004)
- Dougie Wright: batteria (1967)

## Discografia

### Album

#### Album in studio
- 1964 - Stay with The Hollies
- 1964 - In The Hollies Style
- 1964 - Beat Group!
- 1965 - Hollies
- 1966 - Would You Believe?
- 1966 - For Certain Because
- 1967 - Evolution
- 1967 - Butterfly
- 1969 - Hollies Sing Dylan
- 1969 - Hollies Sing Hollies
- 1969 - Reflection
- 1970 - Confessions of the Mind
- 1971 - Distant Light
- 1972 - Romany
- 1974 - Hollies
- 1976 - Write On
- 1976 - Russian Roulette
- 1977 - Clarke, Hicks, Sylvester, Calvert & Elliott
- 1978 - A Crazy Steal
- 1979 - 5317704
- 1980 - Buddy Holly
- 1983 - What Goes Around
- 1983 - Reunion
- 2006 - Staying Power

#### Album dal vivo
- 1976 - Hollies Live

#### Raccolte
- 1967 - The Hollies' Greatest Hits
- 1968 - The Hollies' Greatest
- 1978 - 20 Golden Greats

### Singoli
- 1963 - (Ain't That) Just Like Me/Hey What's Wrong with Me
- 1963 - Searchin'/Whole World Over
- 1963 - Searchin'/When I'm Not There
- 1963 - Stay/Now's the Time
- 1964 - Just One Look/Keep Off that Friend of Mine
- 1964 - Here I Go Again/Baby That's All
- 1964 - We're Through/Come on Back
- 1965 - Yes I Will/Nobody
- 1965 - I'm Alive/You Know He Did
- 1965 - Look Through Any Window/So Lonely
- 1965 - If I Needed Someone/I've Got a Way of My Own
- 1966 - I Can't Let Go/Running Through the Night
- 1966 - Bus Stop/Don't Run and Hide
- 1966 - After the Fox/The Fox-Trot (come "Peter Sellers and The Hollies")
- 1966 - Stop Stop Stop/It's You
- 1967 - On a Carousel/All the World Is Love
- 1967 - Pay You Back With Interest/Whatcha Gonna Do 'bout It
- 1967 - Non prego per me/Devi avere fiducia in me
- 1967 - Kill me quick/We're alive (Colonna sonora del film "Fai in fretta ad uccidermi... ho freddo!" )
- 1967 - Carrie Anne/Signs that Will Never Change
- 1967 - King Midas in Reverse/Everything Is Sunshine
- 1967 - Dear Eloise/When Your Lights Turned on
- 1968 - Jennifer Eccles/Open Up Your Eyes
- 1968 - Listen to Me/Do the Best You Can
- 1969 - Sorry Suzanne/Not That Way at All
- 1969 - He Ain't Heavy... He's My Brother/'Cos You Like to Love Me
- 1970 - I Can't Tell the Bottom from the Top/Mad Professor Blyth
- 1970 - Gasoline Alley Bred/Dandelion Wine
- 1971 - Hey Willy/Row the Boat Together
- 1972 - The Baby/Oh Granny
- 1972 - Long Cool Woman in a Black Dress/Cable Car
- 1972 - Long Dark Road/Indian Girl
- 1972 - Magic Woman Touch/Indian Girl
- 1972 - Magic Woman Touch/Blue in the Morning
- 1973 - The Day That Curly Billy Shot Down Crazy Sam McGee/Born a Man
- 1974 - The Air That I Breathe/No More Riders
- 1974 - Son of a Rotten Gambler/Layin' to the Music
- 1974 - I'm Down/Hello Lady Goodbye
- 1975 - Sandy (4th of July, Asbury Park)/Second Hand Hang-Ups
- 1975 - Long Cool Woman in a Black Dress/Carrie Anne
- 1975 - Another Night/Time Machine Jive
- 1976 - Boulder to Birmingham/Crocodile Woman (She Bites)
- 1976 - Star/Love Is the Thing
- 1976 - Daddy Don't Mind/C'Mon
- 1976 - Wiggle That Wotsit/Corrine
- 1977 - Hello to Romance/48 Hour Parole
- 1977 - Amnesty/Crossfire
- 1980 - Soldier's Song/Draggin' My Heels
- 1981 - Holliedaze (A Medley)/Holliepops (A Medley)
- 1981 - Take My Love and Run/Driver
- 1982 - He Ain't Heavy, He's My Brother/'Cos You Like To Love Me
- 1983 - Stop in the Name of Love/Musical Pictures
- 1983 - He Ain't Heavy He's My Brother/Bus Stop
- 1985 - Too Many Hearts Get Broken/You're All Woman
- 1987 - This Is It/You Gave Me Strength
- 1987 - Reunion of the Heart/Too Many Hearts Get Broken
- 1988 - He Ain't Heavy, He's My Brother/Carrie
- 1988 - The Air That I Breathe/We're Through
- 1989 - Find Me a Family/No Rules
- 1991 - He Ain't Heavy, He's My Brother/I'm Alive
- 1993 - The Woman I Love/Purple Rain

### EP
- 1964 - The Hollies
- 1964 - Just One Look
- 1964 - Here I Go Again
- 1964 - We're Through
- 1965 - In The Hollies Style
- 1965 - I'm Alive
- 1966 - I Can't Let Go
- 1978 - Look Through Any Window/I'm Alive/Just One Look
- 1979 - Something to Live for/Song of the Sun/The Air That I Breathe
- 1980 - Heartbeat/Take Your Time/Reprise